# Vrije stad Frankfort
De vrije stad Frankfort (Duits: Freie Stadt Frankfurt) was een Duitse stadstaat die bestond van 1815 tot 1866. Het land was onderdeel van de Duitse Bond. Frankfort werd bestuurd als vrije stad. Tegelijkertijd was het de zetel van de Bondsdag, het enige centrale orgaan van de Duitse Bond.
Frankfort lag in west-Duitsland. Het territorium van de stad lag aan beide zijden van de Main. De hoofdstad Frankfort lag ten noorden van Main. Met een brug was het verbonden met de voorstad Sachsenhausen. Naast het stadsgebied rond Frankfort behoorden nog een aantal dorpen als exclaves ten noorden van de Main tot het territorium van de vrije stad.
Tot 1806 was Frankfort een Vrije Rijksstad binnen het Heilige Roomse Rijk geweest. Als een van de weinige rijkssteden had de stad in de Reichsdeputationshauptschluss van 1803 zijn zelfstandigheid weten de behouden. Na de ontbinding van het Heilige Roomse Rijk in 1806 viel de stad aan Karl Theodoor von Dalberg.

## Geschiedenis
Frankfurt had vanaf 1220 een eigen bestuur en werd in 1372 een vrije rijksstad binnen het Heilige Roomse Rijk. In de 14e eeuw werd Frankfurt de stad waar de keizer werd gekozen, en in de 16e eeuw werd het ook de stad waar de Duitse keizers werden gekroond.
In de Reichsdeputationshauptschluss van 25 februari 1803 werd aan de zelfstandigheid van vrijwel alle rijkssteden een eind gemaakt. In paragraaf 27 werd echter geregeld dat Frankfurt een van de zes steden was die zijn status behield. Verder kreeg de stad een schadeloosstelling voor het verlies van zijn aandeel in de rijksdorpen Soden en Sulzbach. Deze schadeloosstelling bestond uit alle geestelijke goederen en inkomsten binnen zijn gebied. Verder wordt de stad vrijgemaakt van de handelsbeperkingen die andere Duitse Staten tot dan toe konden opleggen.

### Tijdelijke onderbreking van de onafhankelijkheid

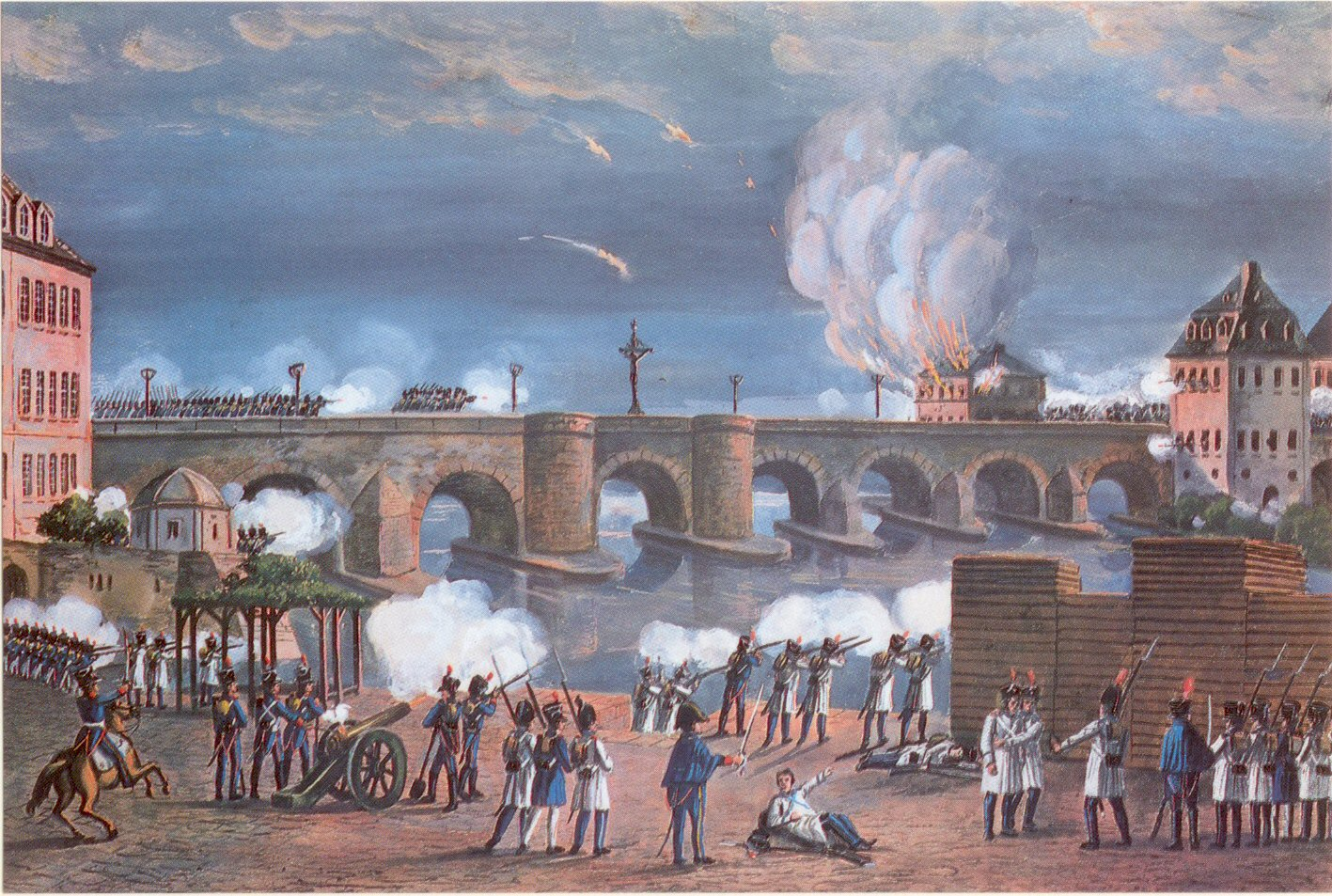
Gevechten tussen de Fransen en de geallieerden bij de Alte Brücke in 1813

In de Rijnbondsakte van 12 juli 1806 maakte artikel 22 een eind aan de zelfstandigheid: de stad en het gebied werden toegekend aan de vorst-primaat. Volgens artikel 6 zou er een bondsdag te Frankfurt worden ingesteld onder voorzitterschap van de vorst-primaat, maar daar is nooit iets van terechtgekomen. De beoogde annexatie vond op 9 september plaats.
Op 16 september 1810 sloot de vorst-primaat een verdrag met het eerste Franse keizerrijk, waarin geregeld werd dat een deel van zijn land opging in een nieuw groothertogdom Frankfort, waarvan het de hoofdstad was. Na de nederlagen van Napoleon in 1812 en 1813 vluchtte de groothertog op 30 september 1813 naar Konstanz. Russische en Beierse troepen bezetten het groothertogdom, waarover prins Philips van Hessen-Homburg op 6 november gouverneur-generaal werd.
Op 14 december wordt de stad losgemaakt van het groothertogdom, maar blijft nog wel onder de gouverneur-generaal vallen. De losmaking gebeurde na bemiddeling door Heinrich Friedrich Karl vom und zum Stein.

### Vrije stad Frankfort

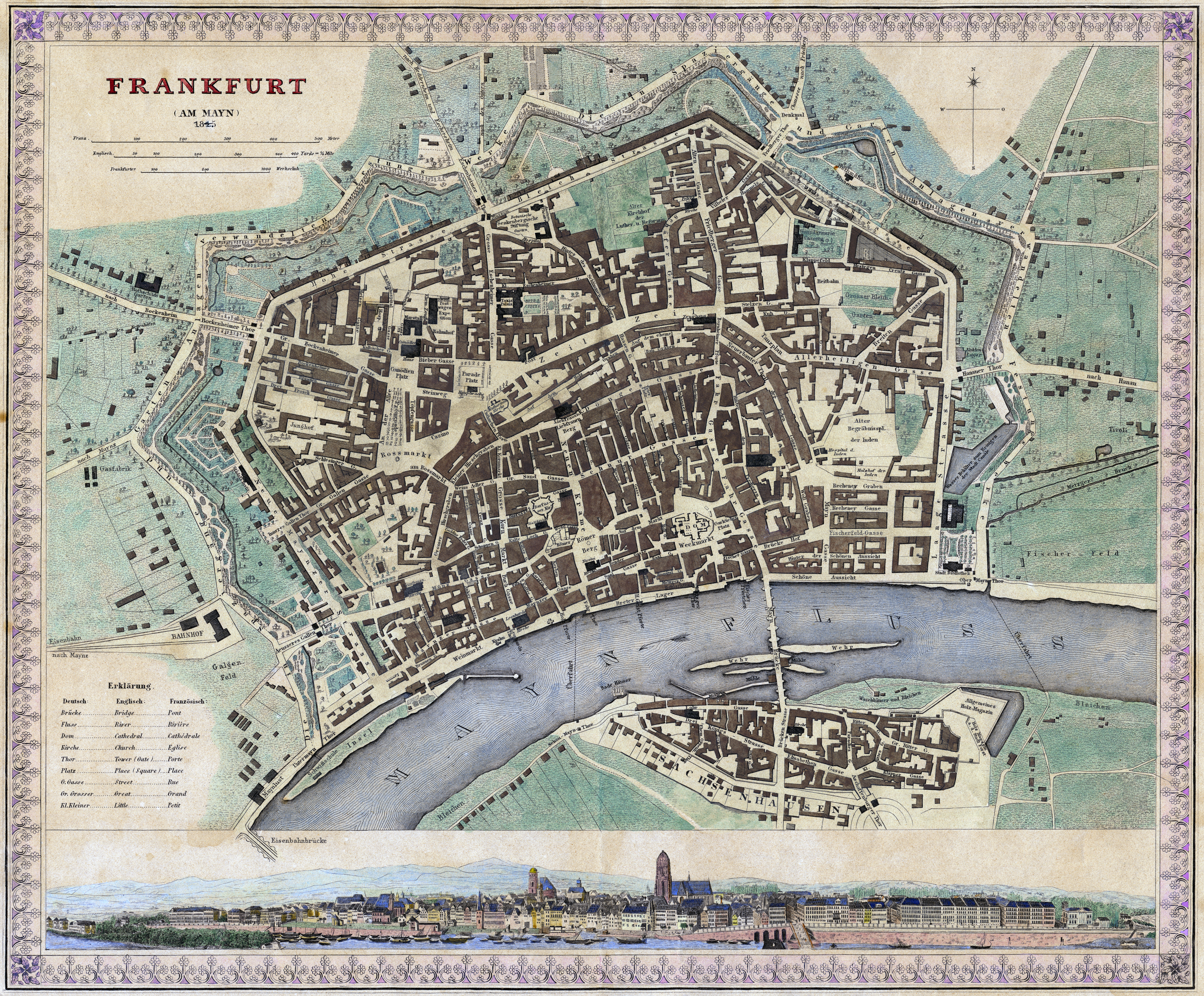
Kaart van Frankfort omstreeks 1845

In de Wener slotakte van 9 juni 1815 werd ten slotte vastgelegd dat Frankfurt een vrije stad werd en de zetel van de bondsdag van de nieuw gevormde Duitse Bond, die samenkwam in het Frankfurtse Paleis Thurn und Taxis.
De stad was ook een centrum van de nationaal-liberale bewegingen van de Vormärz. In 1833 trachtten opstandelingen in de zogenaamde Frankfurter Wachensturm een revolutie te ontketenen. De stad sloot zich in 1836 aan bij de Zollverein. Na de Maartrevolutie van 1848 kwam in de Paulskirche te Frankfurt het liberale Frankfurter Parlement bijeen. Te Frankfurt vond in 1863 de Frankfurter Vorstendag plaats. In 1864 werd een nieuwe grondwet ingevoerd die voorzag in vrijheid van uitoefening van een ambacht en in de emancipatie van joden.
In de Pruisisch-Oostenrijkse Oorlog van 1866 stond Frankfurt aan de Oostenrijkse kant. Op 18 juli 1866 bezetten Pruisische troepen de stad. Bij wet van 7 september annexeerde Pruisen de stad gelijktijdig met o.a. het keurvorstendom Hessen-Kassel en het hertogdom Nassau. Op 7 december 1868 werd uit deze drie voormalige bondsstaten de provincie Hessen-Nassau gevormd.
Burgemeester Karl Konstanz Viktor Fellner pleegde naar aanleiding van de ondergang van de zelfstandigheid zelfmoord.

## Territorium
De vrije stad Frankfort omvatte naast de stad zelf ook de direct aangrenzende dorpen Bornheim, Oberrad en Niederrad, die zich tot voorsteden ontwikkelden, en de dorpen Hausen, Niederursel, Bonames, Niedererlenbach en Dortelweil, die als exclaves in Hessen-Kassel of hertogdom Nassau lagen.
Ook een deel van Nieder-Ursel hoorde bij het gebied.

## Inwoners
| Jaar           | 1837   | 1840   | 1843   | 1846   | 1849   | 1852   | 1855   | 1858   | 1861   | 1864   |
| -------------- | ------ | ------ | ------ | ------ | ------ | ------ | ------ | ------ | ------ | ------ |
| Stad Frankfurt | 54.037 | 56.217 | 56.348 | 58.519 | 59.366 | 62.561 | 64.316 | 68.049 | 71.564 | 78.221 |
| Voorsteden     | 6.296  | 6.562  | 6.630  | 6.860  | 7.052  | 7.587  | 7.522  | 8.254  | 8.880  | 9.866  |
| Exclaves       | 2.818  | 2.743  | 2.853  | 2.861  | 2.936  | 3.002  | 2.946  | 2.975  | 2.946  | 3.063  |
| Totaal         | 63.151 | 65.522 | 65.831 | 68.240 | 69.354 | 73.150 | 74.784 | 79.278 | 83.390 | 91.150 |

## Burgemeesters

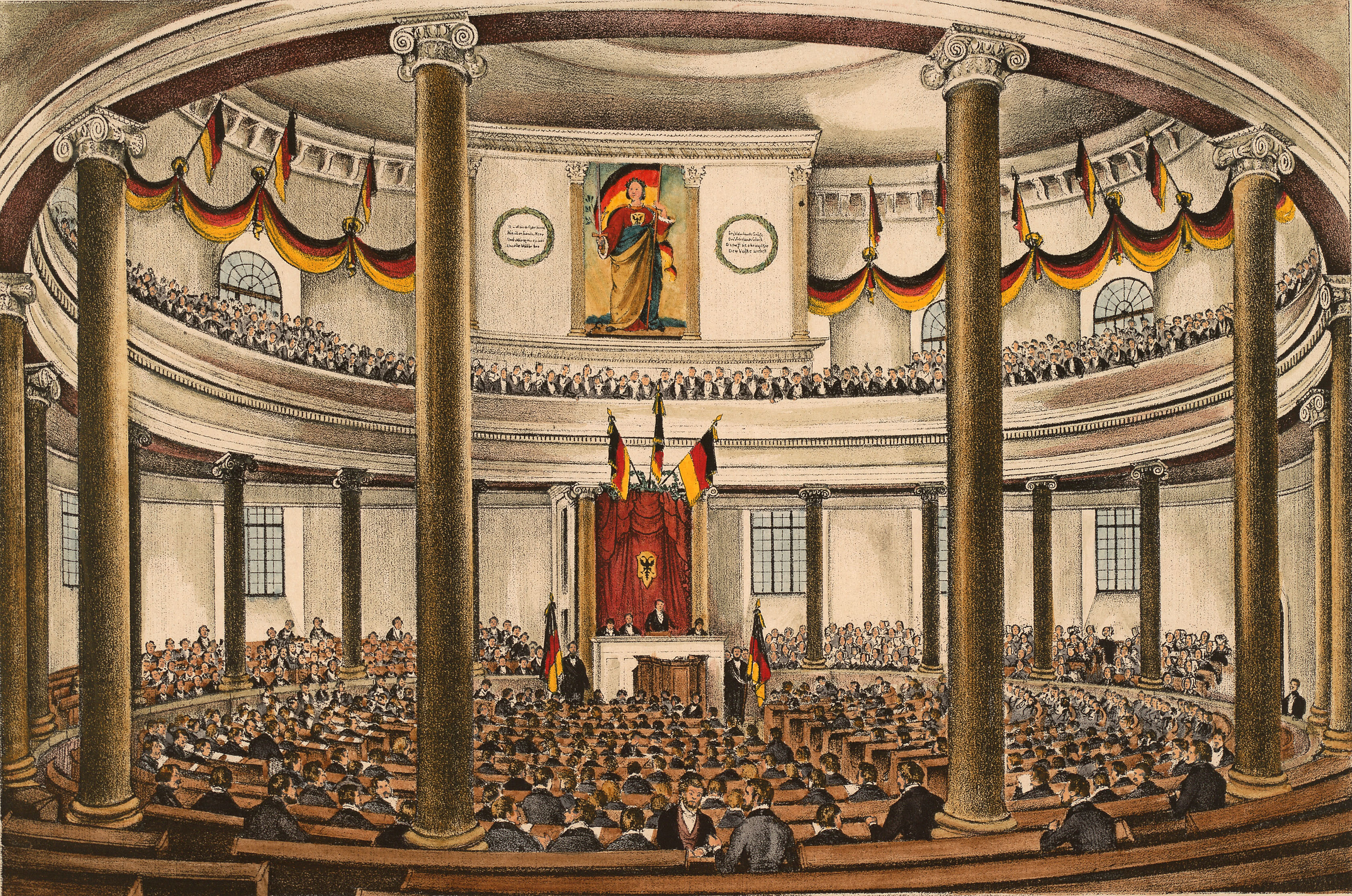
Het Frankfurter Parlement

Het staatshoofd van de vrije stad Frankfort was de oudere burgemeester. Zijn plaatsvervanger was de jongere burgemeester. Ze werden door de gemeenteraad gekozen voor de duur van één jaar. Een jaar na hun aftreden konden ze worden herkozen.
| - 1816-1817: Johann Wilhelm Metzler - 1818: Georg Steitz - 1819: Johann Wilhelm Metzler - 1820: Carl Wilhelm von Günderrode - 1821: Johann Büchner - 1822: Georg Friedrich von Guaita - 1823: Johann Wilhelm Metzler - 1824: Georg Friedrich von Guaita - 1825: Johann Friedrich von Meyer - 1826: Georg Friedrich von Guaita - 1827: Friedrich Wilhelm Philipp von Malapert - 1828: Ferdinand Maximilian Stark - 1829: Johann Peter Hieronymus Hoch - 1830: Friedrich Wilhelm Philipp von Malapert - 1831: Georg Friedrich von Guaita - 1832: Johann Gerhard Christian Thomas - 1833: Georg Friedrich von Guaita - 1834: Ferdinand Maximilian Stark - 1835: Johann Gerhard Christian Thomas - 1836: Ferdinand Maximilian Stark - 1837: Georg Friedrich von Guaita - 1838: Johann Gerhard Christian Thomas - 1839: Georg Friedrich von Guaita - 1840: Gottfried Scharff - 1841: Friedrich Carl Hector Wilhelm von Günderrode | - 1842: Gottfried Scharff - 1843: Johann Friedrich von Meyer - 1844: Gottfried Scharff - 1845: Carl Heinrich Georg von Heyden - 1846: Gottfried Scharff - 1847: Friedrich Carl Hector Wilhelm von Günderrode - 1848: Carl Heinrich Georg von Heyden - 1849: Samuel Gottlieb Müller - 1850: Carl Heinrich Georg von Heyden - 1851: Friedrich Carl Hector Wilhelm von Günderrode - 1852: Johann Georg Neuburg - 1853: Carl Heinrich Georg von Heyden - 1854: Johann Georg Neuburg - 1855: Eduard Ludwig von Harnier - 1856: Johann Georg Neuburg - 1857: Eduard Ludwig von Harnier - 1858: Johann Georg Neuburg - 1859: Eduard Ludwig von Harnier - 1860: Samuel Gottlieb Müller - 1861: Friedrich Carl Hector Wilhelm von Günderrode - 1862: Johann Georg Neuburg - 1863: Samuel Gottlieb Müller - 1864: Anton Heinrich Emil von Oven - 1865: Philipp Friedrich Gwinner - 1866: Karl Konstanz Viktor Fellner |

Anhalt (1863-1866) ·
Anhalt-Bernburg (1815-1863) ·
Anhalt-Dessau-Köthen (1853-1863) ·
Anhalt-Dessau (1815-1853) ·
Anhalt-Köthen (1815-1853) ·
Baden · Beieren · Bremen · Brunswijk · Frankfort · Hamburg · Hannover · Hessen-Darmstadt · Hessen-Homburg · Hessen-Kassel · Hohenzollern-Hechingen · Hohenzollern-Sigmaringen · Holstein · Lauenburg · Liechtenstein · Limburg · Lippe · Lübeck · Luxemburg · Mecklenburg-Schwerin · Mecklenburg-Strelitz · Nassau · Oldenburg · Oostenrijk · Pruisen · Reuss jongere linie · Reuss oudere linie · Saksen · Saksen-Altenburg · Saksen-Coburg en Gotha · Saksen-Meiningen ·  Saksen-Weimar-Eisenach · Schaumburg-Lippe · Schwarzburg-Rudolstadt · Schwarzburg-Sondershausen · Waldeck-Pyrmont · Württemberg